# Vogelschutzgebiet Garstadt
Das Naturschutzgebiet Vogelschutzgebiet Garstadt ist ein bei Heidenfeld, Gemeinde Röthlein und Garstadt, Gemeinde Bergrheinfeld im Landkreis Schweinfurt gelegenes Naturschutzgebiet.

## Geschichte
Das Schutzgebiet umfasst den großen Weiher einer ehemaligen Kiesgrube und wurde 1988 unter Schutz gestellt. 2001 wurden mit dem angrenzenden Naturschutzgebiet „Erweiterung des Vogelschutzgebietes Garstadt“ weitere Weiher und Uferbereiche unter Schutz gestellt.

## Flora und Fauna
Die Seen des Vogelschutzgebietes entstanden aus einem wirtschaftlich genutzten Sand- und Kiesabbaugebiet. Durch den Kiesabbau entstand eine Seenplatte mit Feuchtgebieten, Auwäldern, Wiesen und Schilfflächen, die viel Platz für die Vogelwelt bietet. Gesichtet wurden bisher mehr als 270 Vogelarten. Brutvögel im Gebiet sind unter anderem Rebhuhn, Zwergdommel, Purpurreiher, Wendehals, Grauspecht, Mittelspecht, Rohrschwirl, Halsbandschnäpper, Nachtigall und Blaukehlchen.